# 有窮氏
有窮氏（有穹氏、ゆうきゅうし）は、中国の歴史書に見える夏の時代の氏族。『路史』による姓は偃とされるが不明。本貫は鉏（現在の河南省安陽市滑県の東）。先祖代々弓矢を得意とした。主な出身人物に后羿がいる。
始祖の名は『路史』によると皋陶であるとされる。『帝王世紀』には「嚳、賜以彤弓素矢」とあり、嚳・堯・舜の時代の羿である可能性もある。また、嚳の時代の羿と堯舜の時代の羿はまた別人である可能性がある。
后羿は子供の頃に親とともに山へ薬草を採取に出かけたが山中ではぐれてしまい、楚狐父（そこほ）（『帝王世紀』では吉甫（きつほ））という狩人によって保護される。楚狐父が病死するまで育てられ、その間に弓の使い方を習熟した。その後、弓の名手であった呉賀（ごが）からも技術を学び取り、その弓の腕をつかって羿は勢力を拡大していったとされる。
太康（夏の第3代帝）の治世、太康は政治を省みずに狩猟に熱中していた。羿は、武羅・伯因・熊髠・尨圉などといった者と一緒に、夏に対して反乱を起こし、太康を放逐して夏王朝の領土を奪った。羿は王として立ち、諸侯を支配下に置くこととなる。しかしその後の羿は、伯封を殺し、その母である玄妻を娶り、寒浞（）という奸臣を重用し、武羅などの忠臣をしりぞけ、政治を省みずに狩猟に熱中するようになり、最後は玄妻と寒浞によって殺されてしまった。